# Хлопуши (Берёзовский район)
Хлопуши — деревня в Берёзовском муниципальном округе Пермского края России.

## История
До 27 мая 2019 года входила в состав ныне упразднённого Асовского сельского поселения Берёзовского района.

## География
Деревня находится в юго-восточной части края, в пределах Кунгурско-Красноуфимской лесостепи, на правом берегу реки Барды, на расстоянии приблизительно 17 километров (по прямой) к юго-востоку от села Берёзовки, административного центра округа. Абсолютная высота — 147 метров над уровнем моря.
Климат
Климат характеризуется как умеренно континентальный, с продолжительной многоснежной холодной зимой и коротким умеренно тёплым летом. Среднегодовое количество осадков — 500 − 550 мм. Среднегодовая высота снежного покрова достигает 70 см.

## Население
| 2010 |
| ---- |
| 0    |